# مجلة الاستشارات وعلم النفس العيادي
مجلة الاستشارات وعلم النفس العيادي (بالإنجليزية: Journal of Consulting and Clinical Psychology)‏ هي مجلة أكاديمية شهرية تنشرها جمعية علم النفس الأمريكية. ينصب تركيزها على العلاج والوقاية في جميع مجالات علم نفس الصحة السريرية وخاصة في الموضوعات التي تجذب جمهورًا واسعًا من العلماء والممارسين السريريين. رئيسة التحرير هي جوان دافيلا [الإنجليزية] (جامعة ستوني بروك).
تأسست المجلة في عام 1937 من قبل جمعية الاستشاريين النفسيين باسم مجلة استشارات علم النفس. ومع توسع مجال الاستشارات، حصلت المجلة على اسمها الحالي في عام 1968 لتعكس بدقة أكبر البحث الذي نشرته واهتمامات قرائها.
نفذت المجلة إرشادات تعزيز الشفافية والانفتاح. وتوفر هذه الإرشادات هيكلًا لتخطيط البحث وإعداد التقارير وتهدف إلى جعل البحث أكثر شفافية ويسهل الوصول إليه وقابلية استنساخه.

## المستخلصات والفهرسة
تلخص المجلة وتفهرس بواسطة مدلاين/ ببمد وسايسينفو [الإنجليزية] ومؤشر الاستشهادات في العلوم الاجتماعية [الإنجليزية].
وفقًا لتقارير الاستشهاد بالمجلات الأكاديمية، فإن عامل التأثير للمجلة لعام 2020 يبلغ 5.348.

## مقالات ذات صلة
- علم الادوية النفسية التجريبية والسريرية [الإنجليزية]
- الممارسة السريرية في علم نفس الأطفال [الإنجليزية]